# Castelão (Maranhão)
Estádio Governador João Castelo, cunoscut și ca Castelão, este un stadion multifuncțional din São Luís, Maranhão, Brazilia. Stadionul a fost deschis pe 9 martie 1975, și are o capacitate maximă de 75.263 de locuri într-o configurație de trei nivele. El este stadionul de casă al cluburilor Sampaio Corrêa Futebol Clube, Moto Club și Maranhão. Numele său oficial este în cinstea lui João Castelo Ribeiro Gonçalves, guvernator de Maranhão între 1979 și 1982.